# 山田堅太
山田 堅太（やまだ けんた、1983年10月6日 - ）は、静岡県沼津市出身の元ビーチサッカー選手、元サッカー選手。ポジションはディフェンダー。
現在は、ビーチサッカーコーチとして活動する傍らで、産業支援機関でも活躍している。
東京工業大学での研究に専念するために、一度はサッカーから引退するも、2016年にインテルジャパンBSに選手として復帰、2017年からは東京ヴェルディBS、東京レキオスを経て、2020年からはFC琉球BSに所属。
サッカー関係者だけではなく、多種目のプロスポーツ選手やアーティスト、芸人、漫画家との交流がある。

## 所属クラブ
- 日本大学三島高等学校
- 2002年-2006年 FC  TIGRE
- 2006年-2008年 三島信用金庫サッカー部
- 2015年-2016年 インテルジャパンBS
- 2016年-2017年 東京ヴェルディBS
- 2018年- 東京レキオス
- 2020年- FC琉球BS